# Vuelta a Burgos 2003
La XXV Vuelta a Burgos se disputó entre el 11 y el 15 de agosto de 2003 con un recorrido de 670,4 km dividido en 5 etapas, con inicio en Burgos y final en Burgos. La prueba perteneció al Ranking UCI, dentro de la máxima categoría para vueltas de varias etapas: 2.HC; justo por detrás de las Grandes Vueltas.
Tomaron parte en la carrera 18 equipos. Los 4 equipos españoles de Primera División (ONCE-Eroski, iBanesto.com, Euskaltel-Euskadi y Comunidad Valenciana-Kelme); y los 3 de Segunda División (Colchón Relax-Fuenlabrada, Labarca 2-Cafés Baqué y Costa de Almería-Paternina). En cuanto a representación extranjera, estuvieron 11 equipos (Team Bianchi, Team Telekom, Marlus-Wincor Nixdorf, Vlaanderen-T Interim, Cofidis, le Crédit en Ligne, Saeco, Domina Vacanze, Fassa Bortolo, Vini Caldirola, Phonak Hearing Systems y US Postal Service presented by Berry Floor). Formando así un pelotón de 140 ciclistas, con 8 corredores cada equipo (excepto el Team Bianchi, el Telekom, el Saeco y el US Postal Service presented by Berry Floor que salieron con 7), de los que acabaron 118.
El ganador final fue Pablo Lastras. Le acompañaron en el podio Óscar Pereiro y Carlos García Quesada respectivamente.
En las clasificaciones secundarias se impusieron Dave Bruylandts (montaña y regularidad), Domingo Sánchez (metas volantes) e iBanesto.com (equipos).

## Etapas
| Etapa     | Fecha        | Recorrido                           | km       | Ganador               | Líder                 |
| --------- | ------------ | ----------------------------------- | -------- | --------------------- | --------------------- |
| 1.ª etapa | 11 de agosto | Burgos-Miranda de Ebro              | 175      | Carlos García Quesada | Carlos García Quesada |
| 2.ª etapa | 12 de agosto | Briviesca-Poza de la Sal (Altotero) | 169      | Chente García Acosta  | Pablo Lastras         |
| 3.ª etapa | 13 de agosto | Huerta de Rey-Lagunas de Neila      | 162      | Dave Bruylandts       | Pablo Lastras         |
| 4.ª etapa | 14 de agosto | Medina de Pomar-Medina de Pomar     | 14 (CRI) | David Millar          | Pablo Lastras         |
| 5.ª etapa | 15 de agosto | Aranda de Duero-Burgos              | 150      | Gorka González        | Pablo Lastras         |

## Clasificaciones finales
| \| 1. \| Pablo Lastras \| 15h 35' 49" \| \| 2. \| Óscar Pereiro \| + 10" \| \| 3. \| Carlos García Quesada \| + 1' 32" \| \| 4. \| Giampaolo Cheula \| + 1' 48" \| \| 5. \| Iker Flores \| + 2' 35" \| \| 6. \| Daniel Atienza \| + 2' 36" \| \| 7. \| Daniele Nardello \| + 2' 55" \| \| 8. \| Mikel Pradera \| + 3' 40" \| \| 9. \| Domingo Sánchez \| + 4' 48" \| \| 10. \| Nico Sijmens \| + 7' 03" \| |                       |             |
| 1. | Pablo Lastras         | 15h 35' 49" |
| 2. | Óscar Pereiro         | + 10"       |
| 3. | Carlos García Quesada | + 1' 32"    |
| 4. | Giampaolo Cheula      | + 1' 48"    |
| 5. | Iker Flores           | + 2' 35"    |
| 6. | Daniel Atienza        | + 2' 36"    |
| 7. | Daniele Nardello      | + 2' 55"    |
| 8. | Mikel Pradera         | + 3' 40"    |
| 9. | Domingo Sánchez       | + 4' 48"    |
| 10. | Nico Sijmens          | + 7' 03"    |

| \| 1. \| Dave Bruylandts \| 86 p. \| \| 2. \| Gorka González \| 52 p. \| \| 3. \| Joaquim Rodríguez \| 37 p. \| |                   |       |
| 1. | Dave Bruylandts   | 86 p. |
| 2. | Gorka González    | 52 p. |
| 3. | Joaquim Rodríguez | 37 p. |

| \| 1. \| Dave Bruylandts \| 59 p. \| \| 2. \| Gorka González \| 57 p. \| \| 3. \| Joaquim Rodríguez \| 32 p. \| |                   |       |
| 1. | Dave Bruylandts   | 59 p. |
| 2. | Gorka González    | 57 p. |
| 3. | Joaquim Rodríguez | 32 p. |

| \| 1. \| Domingo Sánchez \| 16 p. \| \| 2. \| Nico Sijmens \| 8 p. \| \| 3. \| Gorka González \| 5 p. \| |                 |       |
| 1. | Domingo Sánchez | 16 p. |
| 2. | Nico Sijmens    | 8 p.  |
| 3. | Gorka González  | 5 p.  |

| \| 1. \| iBanesto.com \| 47h 35' 53" \| \| 2. \| ONCE-Eroski \| + 42" \| \| 3. \| Euskaltel-Euskadi \| + 2' 2" \| |                   |             |
| 1. | iBanesto.com      | 47h 35' 53" |
| 2. | ONCE-Eroski       | + 42"       |
| 3. | Euskaltel-Euskadi | + 2' 2"     |